# Irwin Hoffman
Irwin Hoffman (New York, 26 novembre 1924 – Costa Rica, 19 marzo 2018) è stato un direttore d'orchestra statunitense.

## Biografia
Hoffman studiò alla Juilliard School ed era pupillo di Serge Koussevitsky. Fece il suo esordio come direttore all'età di diciassette anni con la Philadelphia Orchestra al Robin Hood Dell (ora il Mann Center for the Performing Arts). È stato direttore musicale dell'Orchestra Sinfonica di Vancouver dal 1952 al 1964 e ha prestato servizio la Chicago Symphony Orchestra come assistente direttore d'orchestra (1964-65), direttore associato (1965-68), direttore musicale (1968-69) e direttore d'orchestra (1969-1970).
Hoffman divenne il primo direttore musicale della Florida Orchestra (all'epoca Florida Gulf Coast Symphony) nel 1968. È stato direttore musicale dell'Orchestra Filarmonica di Bogotá, in Colombia, per un anno, l'Orchestra Sinfonica del Cile per tre stagioni (dal 1995 al 1997) e l'Orchestra Nazionale della Costa Rica dal 1987 al 2001.
Hoffman è morto in Costa Rica il 19 marzo 2018, all'età di 93 anni.